# William Legge (royaliste)
Pour les articles homonymes, voir William Legge.
William Legge (1608 - 13 octobre 1670) est un officier de l'armée royaliste anglaise, un proche du prince Rupert du Rhin.

## Jeunesse
Il est le fils aîné d'Edward Legge,  qui est vice-président de Munster par l'influence de son parent Charles Blount (8e baron Mountjoy), et de Mary, fille de Percy Walsh de la vallée de Moy, co. Kildare. Edward Legge meurt en 1616 et William est amené en Angleterre par Henry Danvers (1er comte de Danby), son parrain . Il acquiert une expérience militaire en Europe continentale .
Le 7 août 1638, Legge est chargé d'inspecter les fortifications de Newcastle et de Hull et de les mettre toutes deux en état de défense. Thomas Wentworth, 1er comte de Strafford proteste vigoureusement contre la proposition de le faire capitaine de Hull à la place de Sir John Hotham. Legge, cependant, est nommé maître de l'armurerie et lieutenant de l'artillerie pour la première guerre des évêques .
Au printemps de 1641, il est impliqué dans les complots visant à se servir de l'armée pour soutenir le roi contre le parlement. Bien qu'interrogé comme témoin au sujet du complot de la première armée (18 mai), il n'y est pas sérieusement impliqué. Quelques semaines plus tard, cependant, il se voit confier par le roi une pétition dénonçant les chefs parlementaires, pour laquelle il doit obtenir des signatures dans l'armée, et joue un rôle de premier plan dans ce qu'on appelle le complot de la deuxième armée. En janvier 1642, le roi tente de prendre possession de Hull, nomme le comte de Newcastle gouverneur et envoie Legge pour sécuriser la ville, mais la tentative échoue.

## Guerre civile
Au début de la Première guerre civile anglaise Legge rejoint l'armée du roi et est fait prisonnier lors d'une escarmouche à Southam, dans le Warwickshire, le 23 août 1642. Envoyé par la Chambre des communes à la Prison de Gatehouse, il s'évade vers le 4 octobre 1642 et rejoint Charles à Oxford. Désormais, il se rattache étroitement au Prince Rupert, et est blessé et de nouveau fait prisonnier alors qu'il est sous son commandement au siège de Lichfield en avril 1643. Lors de la bataille de Chalgrove Field le 18 juin 1643, il est temporairement fait prisonnier sur le terrain. Après la première bataille de Newbury  (20 septembre 1643), le roi lui offre un Sabre d'abordage orné et veut le faire chevalier. Le 19 mai 1644, le prince Rupert le nomme gouverneur temporaire de Chester  .
Après la mort de Sir Henry Gage (soldat) (en) (janvier 1645), Legge lui succède comme gouverneur d'Oxford. Il reçoit une commission de Rupert l'autorisant à commander en chef toutes les garnisons voisines à l'exception de Banbury (7 mai), et est nommé palefrenier de la chambre (12 avril). Au cours de son mandat de gouverneur, Oxford est assiégé ou bloqué par Thomas Fairfax (mai-juin 1645). L'attachement de Legge au Prince Rupert conduit à sa révocation de son commandement lorsque le prince est déshonoré pour sa reddition précipitée de Bristol. Lorsque le roi revient à Oxford, Legge est relâché et s'occupe à nouveau de servir le roi en tant que palefrenier de la chambre à coucher ; il en profite pour tenter de combler la brèche avec Rupert, et presse le prince de se soumettre au roi .
Après la chute d'Oxford, Legge part pour l'étranger, retournant en Angleterre vers juillet 1647 pour servir le roi, alors sous la garde de l'armée. Il organise, avec Sir John Berkeley et Ashburnham, l'évasion du roi de Hampton Court, et ne le quitte pas pendant sa fuite vers l'île de Wight. Le Parlement ordonne au colonel Robert Hammond d'envoyer Legge et ses deux compagnons comme prisonniers ; mais à la demande d'Hammond les autorise à rester avec Charles jusqu'au 29 décembre 1647. Pendant quelques mois, Legge et Ashburnham s'attardent dans le Hampshire, essayant d'arranger la fuite du roi, mais ils sont appréhendés le 19 mai et Legge est enfermé dans le château d'Arundel. Le 2 septembre 1648, la Chambre des Lords lui refuse l'autorisation d'assister le roi lors du traité de Newport .
Legge promet de ne pas porter d'armes contre le parlement, et est autorisé à composer et libéré. Charles II l'envoie aussitôt en mission en Irlande, mais il est capturé en mer en juillet 1649 et emprisonné au château d'Exeter pour haute trahison pendant deux ans ou plus. En mars 1653, il obtient un laissez-passer pour l'étranger, moyennant caution de ne rien faire de préjudiciable à l'État. Le 11 mars 1659, il est l'un des cinq commissaires habilités par le roi à traiter avec tous les rebelles des régicides non réels, et à promettre le pardon en récompense de l'aide. En 1659, Legge est de nouveau en Angleterre, préparant un soulèvement royaliste et optimiste de succès. De juillet au 30 septembre 1659, cependant, il est retenu prisonnier dans la Tour de Londres .

## Restauration
À la Restauration en 1660, Charles II propose de créer Legge comme comte, mais il refuse. Charles le nomme à ses anciens postes de palefrenier de chambre et de maître des armureries, et le nomme également lieutenant général de l'artillerie. En tant que lieutenant, il occupe également le poste de trésorier de l'artillerie, et obtient du roi la lieutenance de la Forêt d'Alice Holt et de Woolmer Forest dans le Hampshire, des terres dans le comté de Louth et une pension pour sa femme. Il est député de Southampton de 1661 à 1670 .

## Vie privée
Le 2 mars 1642, Legge épouse Elizabeth Washington (vers 1616-1688), « sœur d'un autre futur officier royaliste, le colonel Henry Washington ».  Son père, Sir William Washington, est le frère aîné de Lawrence Washington, arrière-arrière-grand-père de George Washington, tandis que sa mère, Anne Villiers, est la demi-sœur du favori de Jacques Ier, George Villiers (1er duc de Buckingham).
Avec sa femme Elizabeth, William Legge laisse trois fils et deux filles. Son fils aîné, George, est créé baron de Dartmouth en 1682 . Son fils William est député de Portsmouth en 1685.
Le colonel Legge est souvent confondu avec M. William Legge, gardien de la garde-robe de 1626 à 1655 .
Il meurt dans sa maison des Minories, près de la Tour, le 13 octobre 1670, et est inhumé dans le caveau du chœur nord de l'église de la Sainte-Trinité, aux Minories  .